# 小眼孔頭鯛
小眼孔頭鲷，為輻鰭魚綱奇鯛目大鱗鲷科的其中一種。分布於全球各大洋亞熱帶至溫帶海域，屬深海魚類，棲息深度300-2516公尺，體長可達9.6公分。

## 扩展阅读
維基物種上的相關：小眼孔頭鲷